# Antoon Pira
Antoon Pira (Antwerpen, 2 december 1887 – Antwerpen, 18 december 1939), oprichter van het Algemeen Vlaamsch Demokratisch Verbond, was een Antwerps ambtenaar die tijdens de Eerste Wereldoorlog als ex-beroepsvrijwilliger weer werd opgeroepen door het Belgisch leger, er politiek actief werd, de taalverzuchtingen van de Frontbeweging overnam en verruimde met een breed sociaal programma.

## Levensloop

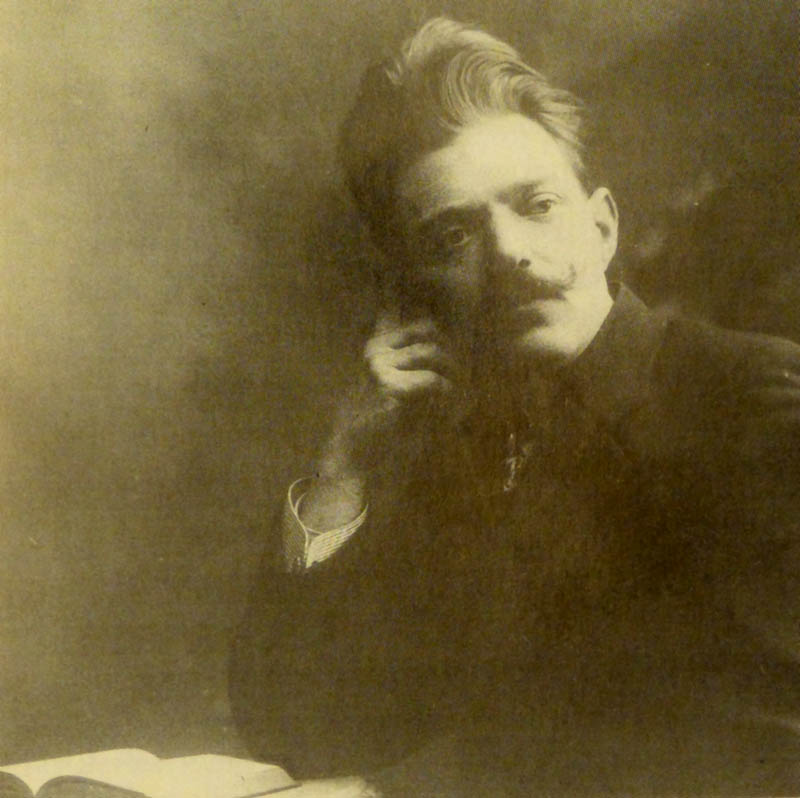
Antoon Pira (Antwerpen, 1887 - 1939), oprichter van het 'Algemeen Vlaamsch Demokratisch Verbond', tijdens de Eerste Wereldoorlog.

Antoon Pira werd in augustus 1914 uit onbepaald verlof weer opgeroepen door het Belgisch leger, waarin hij van 1906 tot 1908 beroepsvrijwilliger was geweest. Als jongeman was hij actief geweest in de liberale werkliedenpartij Help u Zelve!
Als infanteriesoldaat van het Vijfde Leger maakte hij de veldtocht van het Belgische Leger mee, tot het zich ingroef achter de IJzer. Hij liep als soldaat verschillende disciplinaire straffen op. Vanwege zijn relatief hoge leeftijd (28 jaar) mocht hij in 1916 het front verlaten voor een opleiding tot brancardier in het kamp van Auvours in Frankrijk. Na de korte opleiding bleef Pira in het kamp als administratief medewerker, tot hij werd overgeplaatst naar de dienst van de sanitaire treinen in Calais.
In februari 1918 werd hij opnieuw naar het front gestuurd. Naar eigen zeggen werd hij daar onmiddellijk getroffen door de sfeer van ontmoediging onder de Vlaamse soldaten, die hem op de hoogte brachten van het bestaan van de geheime Frontbeweging, die zich vooral om hun taaleisen bekommerde. Pira vond die eisen gewettigd, maar te beperkt. Hij vulde ze aan met een sociaal programma: zuiver algemeen stemrecht, verhoging van de soldij, verplicht onderwijs enzovoort. Om zijn programma ter plaatse vorm te geven stichtte hij het Algemeen Vlaamsch Demokratisch Verbond, een soort soldatenvakbond, die spoedig een 200-tal betalende leden had. De Militaire Veiligheid begon hem te volgen en nadat hij zijn steun had verleend aan stakende soldaten die protesteerden tegen de zware karweien, werd hij gearresteerd. Hij werd er onder andere van beschuldigd talrijke soldaten tot desertie te hebben aangezet.
Pas een jaar na het einde van de oorlog moest PIra voor het Krijgsgerecht verschijnen. De Krijgsraad van Antwerpen veroordeelde hem tot 20 jaar. De straf werd in beroep bevestigd door het Krijgshof van Brabant. Pira kwam in 1922 al vrij, nadat de koning zijn straf had gehalveerd en hij ook kon profiteren van de wet op de voorwaardelijke vrijlating.
Na zijn vrijlating was hij nog even actief in de organisatie van de Socialistische Oud Strijders, maar na 1926 schijnt hij zich niet meer met politiek te hebben bezig gehouden. Hij stierf in 1939, vermoedelijk in armoede.
Vanaf 1965 is er rond zijn persoon een historiografische mythe gegroeid, onder andere gevoed door het werk Front 14-18 (1968) van Luc Schepens en Luc Devliegher, die Pira op basis van zeer wankel bronnenonderzoek afschilderden als een 'revolutionair', geïnspireerd door de bolsjewistische revolutie.
Die beeldvorming werd aangemoedigd door veteranen van de Frontbeweging, die daarmee de 'zuiverheid' van hun eigen onderneming konden onderstrepen. Ook de draconische manier waarop het Krijgsgerecht Pira had aangepakt leek te wijzen op een groot staatsgevaar dat was afgewend. In werkelijkheid was het procesdossier flinterdun. Pira was de ideale zondebok om het hoge aantal deserties in het voorjaar van 1918 te verklaren. Er is nooit enig bewijs geleverd dat hij deserteurs zou aangemoedigd hebben. De mythe omtrent Pira werd later versterkt doordat opeenvolgende historici, waarschijnlijk verleid door het beeld van een zeldzame 'Vlaamse bolsjewiek', uitspraken over hem deden zonder het beschikbare bronnenmateriaal te controleren.